# Jon Corzine
Jon Stevens Corzine (ur. 1 stycznia 1947 w Taylorville, Illinois) – amerykański polityk, działacz Partii Demokratycznej, senator, od 2006 do 2010 gubernator stanu New Jersey.
Kształcił się na University of Illinois, następnie na University of Chicago (biznes), odbył też służbę wojskową w rezerwach Marines. Po studiach podjął pracę w bankowości, początkowo w regionalnym Ohio Bank, następnie w Goldman Sachs; doszedł tam do stanowisk w ścisłym kierownictwie. W styczniu 1999 zrezygnował z pracy w Goldman Sachs i wkrótce zgłosił swoją kandydaturę w wyborach do Senatu; został wybrany w listopadzie 2000 z New Jersey jako następca Franka Lautenberga. Jego kampania wyborcza do Senatu była najdroższa w dotychczasowej historii USA, kosztowała ponad 60 milionów dolarów.
W listopadzie 2005 pokonał w wyborach na gubernatora stanu New Jersey przedsiębiorcę Douglasa Forrestera. Zaprzysiężony został w styczniu 2006, co oznaczało jednoczesne wygaśnięcie mandatu senatora (jego następcą w Senacie został demokratyczny kongresmen Robert Menendez, mianowany przez Corzine’a, już jako gubernatora, i wybrany na własną kadencję w listopadzie) 2006. W 2005 Corzine był jedynym amerykańskim senatorem noszącym brodę.
W latach 1970–2003 był żonaty z Joanne Dougherty, ma troje dzieci (Jennifer, Josha i Jeffreya); małżeństwo zakończyło się rozwodem.